# Špičák (Stříbrná)
Der Špičák (deutsch Spitzberg) ist ein Gipfel des Frühbuß-Neudeker Gebirges (Přebuzská hornatina) auf der tschechischen Seite des westlichen Erzgebirges. Der Špičák ist der höchste Berg im Okres Sokolov.
Der Gipfelbereich bietet behauene Granitfelsen und einen hölzernen Pavillon. Der Blick von der Spitze geht nach Nordwesten bis zum Hauptkamm des Erzgebirges, der die deutsch-tschechische Grenze bildet. Im Westen sieht man den Aussichtsturm am Bleiberg (Olověný vrch). Nachbarberge des Spitzbergs sind der Ochsenberg (Jelení hora, Jelení vrch) und hinter ihm der Hartelsberg (Čertova hora), im Norden der Schwarzhausenberg (Bukovec), im Südosten der Plattenberg.

## Aufstieg
Es gibt zwei Möglichkeiten, den Spitzberg zu ersteigen: Der kürzeste Weg führt auf grüner Markierung hinter Frühbuß nach links in Richtung der Rolava und an der Frühbußer Heide vorbei. Leicht hügeliges Gelände setzt sich bis zur Kehre unterhalb des Gipfels fort, von wo ein kurzer steiler Anstieg zum Gipfel führt. Dieser Weg ist bis auf einen kurzen Anstieg zum Gipfel leicht, da der Ausgangspunkt bereits auf 900 m liegt.
Die längere und schwierigere Variante führt von Silberbach (Stříbrná) zum Gipfel. Von der Abzweigung von Silberbach nach Nancy führt der Wanderweg mit roter und grüner Markierung nach oben. Die grüne Markierung führt am Pröckelsberg (Šišák) vorbei, an der Kreuzung Přístřešek pod Šišákem vorbei bis zur Kehre unterhalb des Gipfels.